# Milford (Derbyshire)
Milford – wieś w Anglii, w Derbyshire. Leży 8,4 km od miasta Derby, 15,9 km od miasta Matlock i 190,2 km od Londynu. W 1951 roku civil parish liczyła 1235  mieszkańców. Milford jest wspomniana w Domesday Book (1086) jako Muleforde.